# Pattambi
Pattambi est un taluk et une commune du district de Palakkad, dans l'État du Kerala.

## Étymologie
Son nom vient de Batta Nambis, elle a été sous le contrôle du second rajah de Calicut.